# La Courville
La Courville es una localidad de Santa Lucía que forma parte del distrito de Micoud.